# Андертон, Джим
Джим Андертон (Джеймс Патрик Андертон, урожденный Бирн; 21 января 1938 — 7 января 2018) — деятель левого и профсоюзного движения Новой Зеландии. Заместитель премьер-министра (1999—2002), председатель Лейбористской партии (1979—1984).

## Биография
Работал учителем и соцработником. В 1960 году получил ставку в Движении молодых католиков, а затем был секретарём в католической епархии в Окленде. 
В 1963 году вступил в Лейбористскую партию; в 1965 году начал политическую карьеру, став депутатом местного совета в городе Манукау. В 1974 году избран в горсовет Окленда, однако оба раза, когда выдвигался в мэры города (в 1974 и 1977), занимал второе место. 
Возглавив лейбористов, был президентом партии в 1979—1984 годах. С 1984 года неизменно избирался в парламент Новой Зеландии вплоть до 2011 года. Многими воспринимаемый как совесть новозеландского социализма и «последний настоящий новозеландский социал-демократ», он в 1989 году покинул еще недавно возглавляемую им Лейбористскую партию, поскольку та развернулась к политике неолиберальных реформ и приватизаций под началом министра финансов Рождера Дугласа («роджерномика»). 
Выйдя из рядов лейбористов вместе с левым крылом партии, поочередно возглавлял несколько более левых политических сил. Первой из них была Новая Лейбористская партия (NewLabour Party, 1989—1991), от которой он в 1990 году был избран единственным депутатом. Его партия слилась с тремя меньшими («Зелёными», социально-кредитной Демократической партией и маорийской партией Мана Мотухаке) в «широкую левую» партию Альянса. Андертон стал её председателем, хотя на 1994—1995 годы покинул этот пост по семейным обстоятельствам. Пользуясь преимуществами новой избирательной системы, «Альянс» под руководством Андертона проводил 13 и 10 депутатов на выборах 1996 и 1999 года соответственно. 
В итоге, партия всё же вошла в коалиционное правительство с отошедшими от монетаристского курса лейбористами, и Андертон стал заместителем премьер-министра Хелен Кларк в пятом лейбористском правительстве, занимая эту должность с 1999 по 2002 год. Вопреки противодействию собственных коллег по коалиции, он, находясь во власти, расширял социальную сферу, добился создания государственного «Кивибанка» (Kiwibank) и введения 12-недельного декретного отпуска. 
Однако из-за внутренних противоречий в «Альянсе», связанных с поддержкой Андертоном правительственной политики лейбористов, в том числе по вопросу бомбардировок Афганистана, партия раскололась. Андертон со сторонниками создал новую Прогрессивную партию (с 2005 года носившую название Прогрессивная партия Джима Андертона). Хотя её успехи на выборах были куда скромнее, чем у предшественницы, и от неё избиралось не более двух депутатов, Прогрессивная партия осталась младшим коалиционным партнёром лейбористов. Андертон занимал посты министра экономического развития, министра промышленности и регионального развития, заместителя министра здравоохранения и министра сельского хозяйства Новой Зеландии. 
В 2010 году он занял второе место на выборах мэра города Крайстчерча, уступив действующему городскому голове Бобу Паркеру. 
Андертон покинул парламент после выборов 2011 года. К этому моменту он считался старейшиной (Father of the House) парламента, будучи самым старым депутатом в 2009—2011 годах. Он агитировал за избрание на его место бывшей однопартийки по Прогрессивной партии Меган Вудс, и так же, как и она, вернулся в Лейбористскую партию. 
Истовый католик, после ухода на пенсию Андертон вместе с другим бывшим бывшим депутатом Филиппом Бёрдоном бросил свои силы на кампанию за восстановление разрушенного землетрясением англиканского кафедрального собора в Крайстчерче, где он жил. 
Умер 7 января 2018 года за две недели до 80-летия. Его похороны посетили действующая премьер-министр от лейбористов Джасинда Ардерн и другие видные политики. 
Награждён Орденом Заслуг.